# Millry (Alabama)
Millry és una població dels Estats Units a l'estat d'Alabama. Segons el cens del 2000 tenia 615 habitants.

## Demografia
Segons el cens del 2000, Millry tenia 615 habitants, 262 habitatges, i 175 famílies. La densitat de població era de 30,8 habitants/km².
Dels 262 habitatges en un 27,1% hi vivien nens de menys de 18 anys, en un 51,1% hi vivien parelles casades, en un 13,4% dones solteres, i en un 33,2% no eren unitats familiars. En el 30,9% dels habitatges hi vivien persones soles el 15,6% de les quals corresponia a persones de 65 anys o més que vivien soles. El nombre mitjà de persones vivint en cada habitatge era de 2,35 i el nombre mitjà de persones que vivien en cada família era de 2,93.
Per edats la població es repartia de la següent manera: un 22,6% tenia menys de 18 anys, un 9,3% entre 18 i 24, un 23,1% entre 25 i 44, un 28% de 45 a 60 i un 17,1% 65 anys o més.
L'edat mediana era de 42 anys. Per cada 100 dones hi havia 89,2 homes. Per cada 100 dones de 18 o més anys hi havia 83,1 homes.
La renda mediana per habitatge era de 24.886 $ i la renda mediana per família de 32.500 $. Els homes tenien una renda mediana de 36.667 $ mentre que les dones 17.917 $. La renda per capita de la població era de 14.782 $. Aproximadament el 17,7% de les famílies i el 21,2% de la població estaven per davall del llindar de pobresa.

## Poblacions més properes
El següent diagrama mostra les poblacions més properes.